# Pterotrichina elegans
Espèce
Pterotrichina elegans est une espèce d'araignées aranéomorphes de la famille des Gnaphosidae.

## Distribution
Cette espèce se rencontrent en Algérie, en Tunisie et à Malte,.

## Description
Les femelles mesurent de 4,6 à 5,6 mm.

## Publication originale
- Raymond de Dalmas, « Monographie des araignées de la section des Pterotricha (Aran. Gnaphosidae) », Annales de la Société entomologique de France, vol. 89,‎ 1921, p. 233-328 (ISSN 0037-9271, lire en ligne, consulté le 23 décembre 2020).